# Šelepicha (stanice Moskevského centrálního okruhu)
Šelepicha (rusky Шелепиха) je stanice na Moskevském centrálním okruhu. Je pojmenována podle bývalé vesnice a podle již existující stanice metra, na kterou je zde pohodlný přestup. Dále lze odsud přestoupit na zastávku  Testovskaja na lince MCD-1, která je vzdálena několik minut pěší chůze.

## Charakter stanice
Stanice Šelepicha se nachází ve čtvrti Presněnskij rajon (Пресненский район) severně od křížení Šmitovského projezdu  (Шмитовский проезд) s Šelepichinským šosse (Шелепихинское шоссе).
Stanice má dvě boková nástupiště, která jsou zastřešena. Vestibul stanice se nachází pod kolejištěm, východy z něho míří na Šmitovským projezd i ke stanici metra Šelepicha. 